# Нестериха (Нижегородская область)
Нестериха — деревня в составе Микрихинского сельсовета Ветлужского района Нижегородской области.
Располагается на правом берегу реки Ветлуги.
По данным на 1999 год, численность населения составляла 30 чел.